# Fort Sumner (Új-Mexikó)
Fort Sumner település az Amerikai Egyesült Államok Új-Mexikó államában, De Baca megyében, melynek megyeszékhelye is. Lakosainak száma 889 fő (2020. április 1.).

## Népesség
A település népességének változása:

| 2010 | 1 031 |
| 2020 | 889   |